# Jaskinia w Świniej Skale
Jaskinia w Świniej Skale lub Lisia Jama – jaskinia w polskich Pieninach. Wejście do niej znajduje się w Masywie Trzech Koron, w Świniej Skale, na wysokości około 460 m n.p.m. Długość jaskini wynosi 16,5 metrów, a jej deniwelacja 14 metrów. Znajduje się na obszarze Pienińskiego Parku Narodowego i jest niedostępna turystycznie.

## Opis jaskini
Jaskinię stanowi idący stromo do góry, z małymi progami, korytarz zaczynający się w niewielkim otworze wejściowym, a kończący namuliskiem.

## Przyroda
W jaskini można spotkać nacieki grzybkowe i mleko wapienne. Zamieszkują ją nietoperze. Ściany są w końcowej części wilgotne, przy otworze rosną na nich porosty i mchy.

## Historia odkryć
Jaskinia była znana od dawna. Jej pierwszy opis sporządził Kazimierz Kowalski  przy pomocy Władysława Danowskiego w 1953 roku.